# Лампанг
Лампанг, також відомий як Накхон Лампанг ( тай. นครลำปาง) для відмінності від провінції Лампанг, це третє за величиною місто на півночі Таїланду та столиця провінції Лампанг і району Муеанг Лампанг. Традиційні назви Лампанга включають Віанг Лакон і Келанг Накхон. Місто є торговим і транспортним центром. Лампанг розташований на відстані 601 кілометру на північ від Бангкока та 101 кілометру на південний схід від Чіангмая.

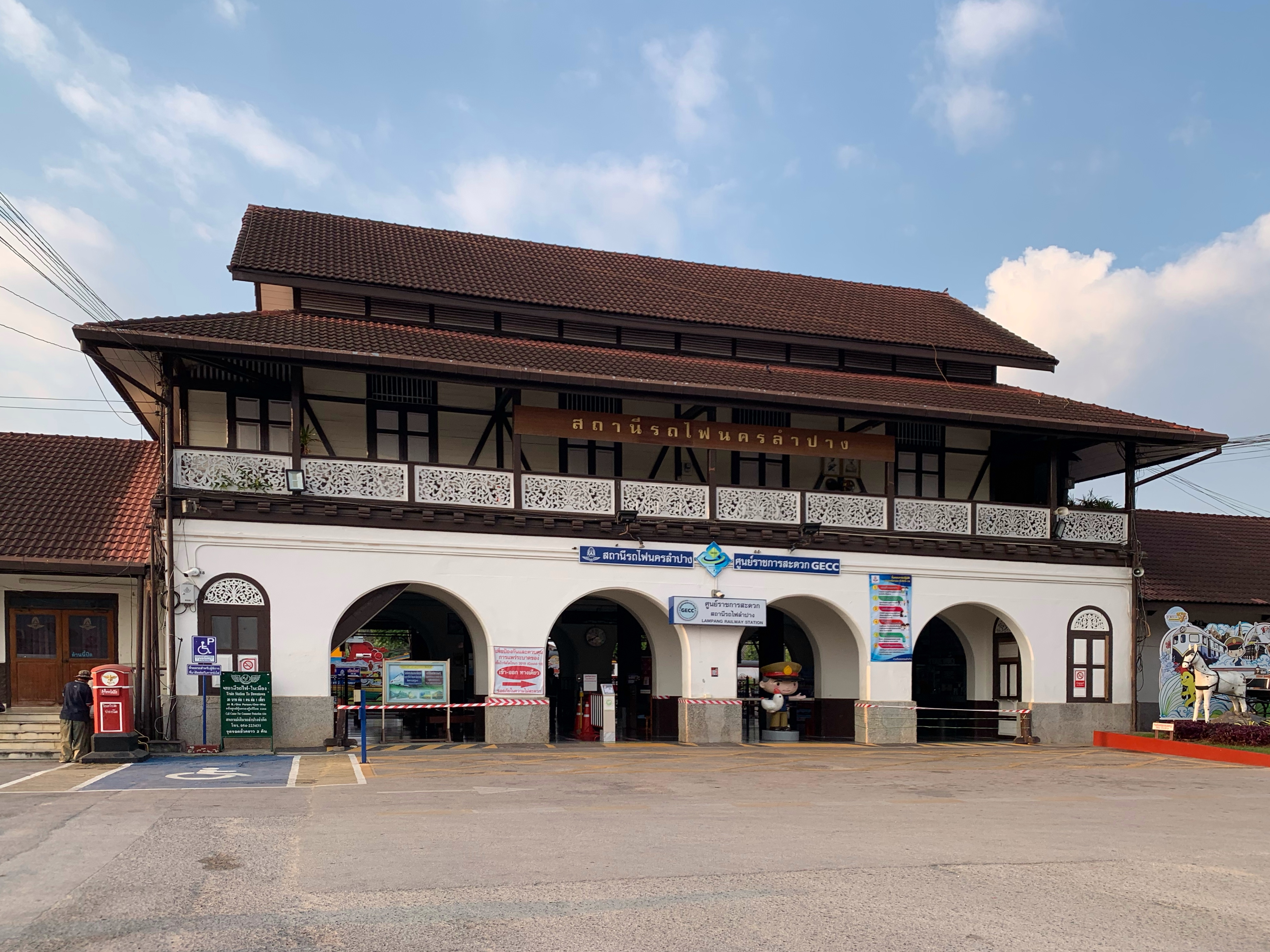
Залізнична станція Накхон Лампанг

 

## Географія

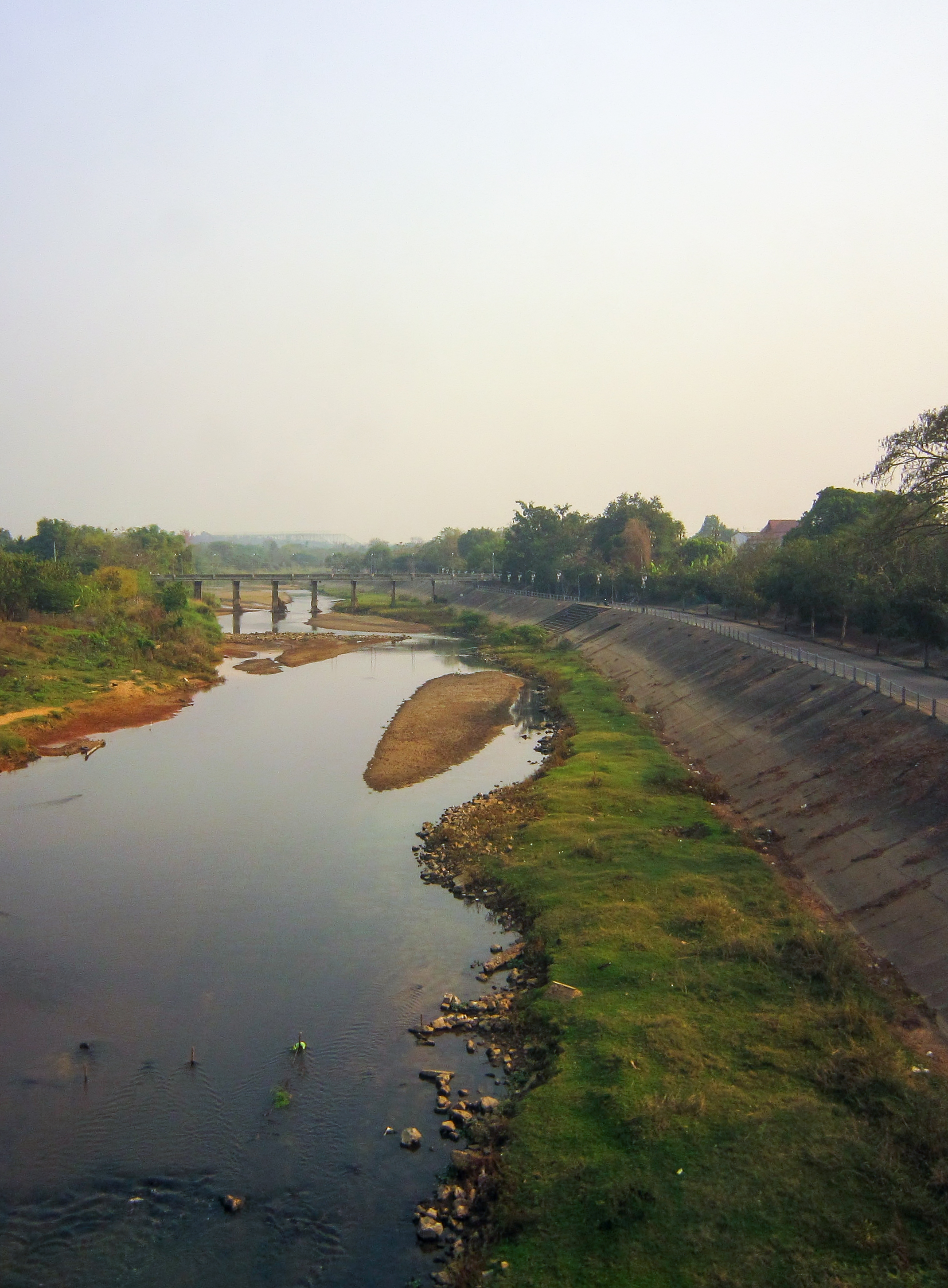
Річка Ван

Місто Лампанг розташоване в долині річки Ванг, межує з хребтом Кхун Тан на заході та хребтом Пхі Пан Нам на сході. Річка, головна притока Чао Прайя, протікає через місто. Місто розташоване в основному на південній стороні річки Ванг, хоча старі частини міста спочатку були збудовані на північній стороні. Зараз центр міста Лампанг виріс на південному сході річки вздовж доріг Буняват і Пахон Йотін.

## Клімат
Лампанг має відносно сухий клімат порівняно з сусідніми провінціями. «Зима» починається після останніх дощів, як правило, в листопаді, і триває до березня. Холодні повітряні маси з Сибіру іноді призводять до нічних температур нижче 10 °C (50 °F), хоча це буває досить рідко. Зима характеризується сухими, сонячними і досить приємними днями та прохолодними, іноді туманними ночами. Останнім часом блакитне зимове небо часто затьмарюється смогом, викликаним практикою спалювання полів після збору врожаю, а також лісовими пожежами в Таїланді та сусідніх Лаосі та Бірмі та наслідками роботи вугільної електростанції Мей Мо.
Літо зазвичай триває з березня по червень. Температура може піднятися до 40 °C (104 °F) у квітні. В цей період вечорами досить часто йдуть дощі, та інколи буває град.
Сезон дощів триває з червня по листопад, значні дощі можуть бути також у травні. Але в цілому Лампанг отримує менше опадів, ніж сусідні провінції, і рідко страждає від повеней, які вражали Чіангмай останніми роками.

## Історія міста

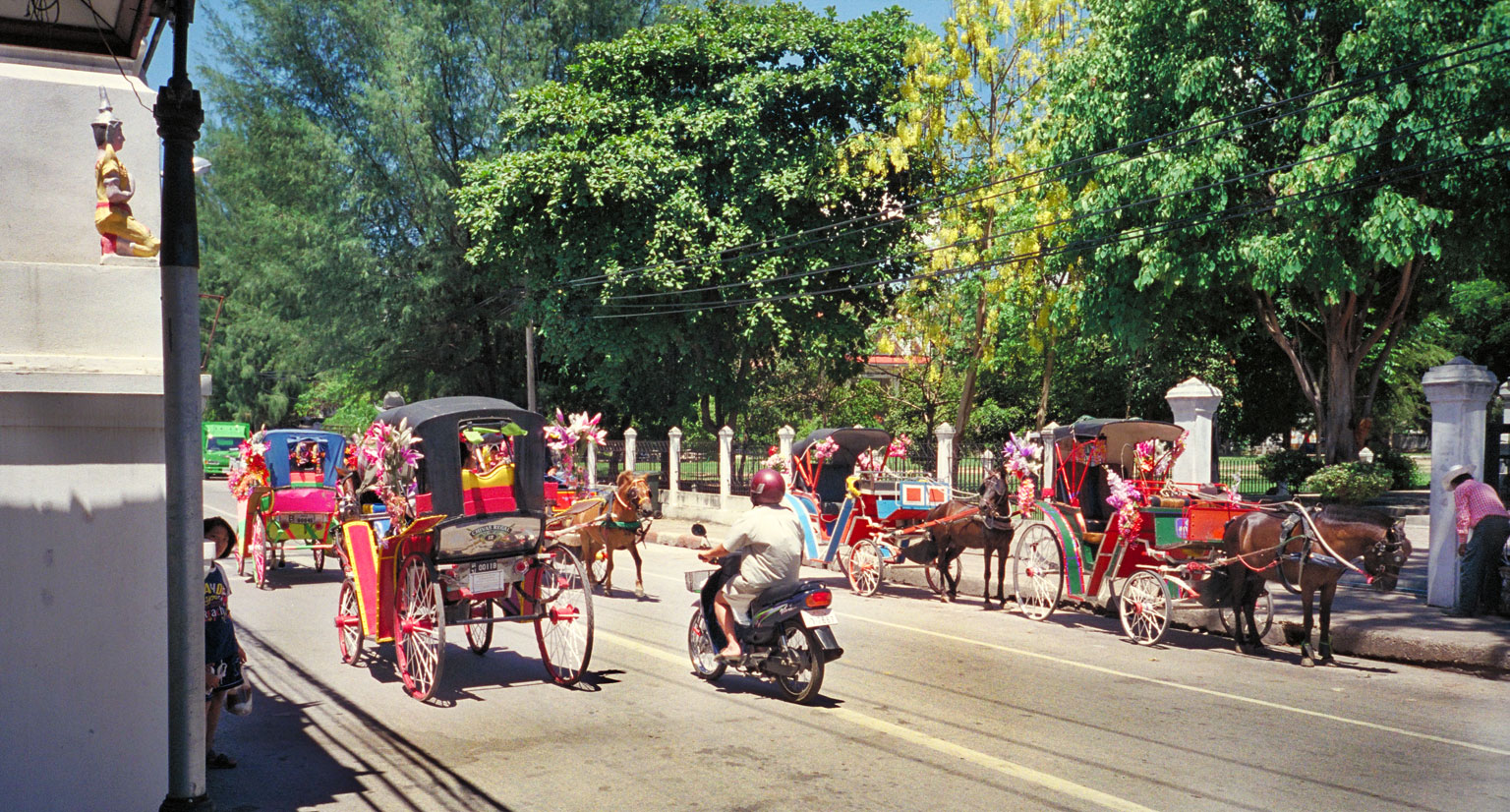
Кінні екіпажі в Лампангу

Лампанг був значимим містом у королівстві Ланна. Однак його історична популярність значною мірою затьмарена Чіангмаєм або Чіанграєм, які були традиційними резиденціями уряду, і чия історія була добре записана в хроніках. Після десятиліть воєн як з Ава-бірманцями, так і з Аюдх'я протягом 17-18 сторіччя, регіон занепадав, сильно обезлюднів і потрапив під контроль бірманців. 
Наприкінці XVIII століття відомий стрілець і уродженець Лампанга Нан Тіпчанг убив місцевого бірманського лідера в Ват Пхра Тхат Лампанг Луанг і очолив повстання, яке призвело до скасування бірманського панування над Ланною. У союзі з Бангкоком нащадки Нан Тіпчанга, відомі як Чао Чед Тон (сім принців), стали васальними правителями різних міст Ланни аж до часів приєднання Ланни до Сіаму (Таїланду) під правлінням короля Чулалонгкорна (Рами V).

## Економіка
Окрім традиційного вирощування рису, основними харчовими культурами в провінції Лампанг є ананаси і цукрова тростина. Провінція має велике родовище бурого вугілля в районі Мае Мох, яке служить паливом для кількох електростанцій, що працюють на вугіллі, забруднення від яких серйозно вплинуло на місцеве населення. Лампанг також має велике родовище каоліну, який широко використовується в керамічній промисловості. Історично лісозаготівля була важливою галуззю промисловості, оскільки Лампанг разом із сусіднім Пхрае мав великий масив тикового дерева. Багато слонів були задіяні для транспортування колод до річки для транспортування в Бангкок, тому було засновано «школу слонів», попередницю Тайського центру збереження слонів. Велика частина старих тикових насаджень у Лампанзі була знищена внаслідок інтенсивної лісозаготівлі.

## Культура
Лампанг, який тайською також називають "mueang rot ma", що означає "місто з кінними екіпажами", деякі тайці вважають останнім раєм у Таїланді. Незважаючи на те, що місто добре пов’язане залізницею та чотирисмуговим шосе до Бангкока та Чіангмая, туристи все ще можуть знайти кінні екіпажі, які регулярно використовуються для транспортування. Щодо походження цієї доволі нетрадиційної для Таїланду традиції, одна з версій приписує кінні екіпажі португальцям, які прийшли в місто з Макао, хоча більш вірогідним походженням є колоніальна Бірма. Лампанг був важливим центром лісопромислового виробництва на початку 20-го століття, куди прибули мігранти з контрольованої Британією Бірми. Запряжений кіньми екіпаж є одним із найвідоміших символів Лампанга.

## Транспорт
Місто є важливим транспортним вузлом із чотирисмуговим шосе, що сполучає Чіангмай і Чіанграй, а також головною магістраллю до Пхрае та східних провінцій Ланна. Лампанг знаходиться приблизно в 1,5 годинах їзди автобусом до Чіангмая. Залізнична станція Накхон Лампанг є зупинкою для поїзда, що прямує до Чіангмая, приблизно за 10 годин їзди від Бангкока.
Аеропорт Лампанг обслуговується Bangkok Airways (три рейси щодня до аеропорту Суварнабхумі) і Nok air (чотири рейси щодня до Дон Мианг ) (жовтень 2015).

## Пам'ятки та туристичні об'єкти

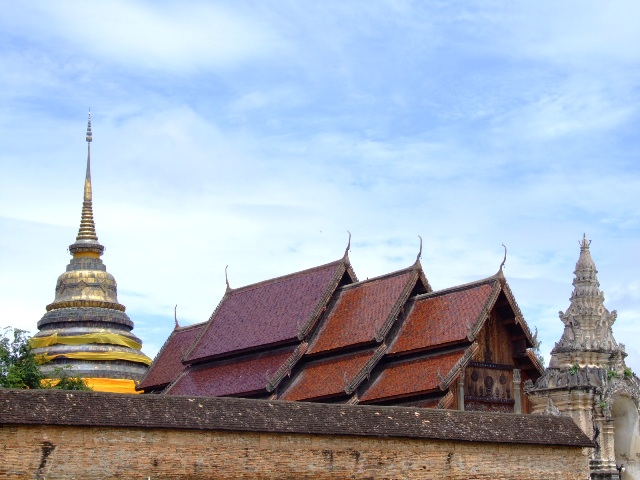
Wat Phradhart Lampangluang

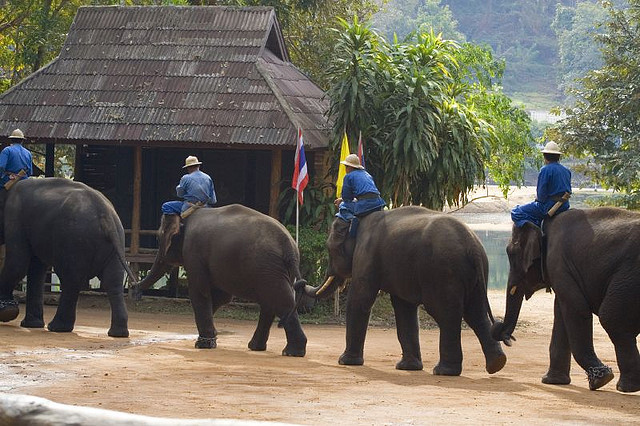
Слони в Тайському центрі збереження слонів, район Ханг Чат Лампанг, Таїланд

Туристи, здійснюючи подорожі північною частиною Таїланду, зазвичай обмужуються досить короткою зупинкою у Лампанзі та відвідують найбільш відомі пам’ятки, такі як Wat Phra That Lampang Luang і Thai Elephant Conservation Center, а потім прямують до більш відомих та популярних міст, таких як Чіангмай або Чіанграй. Таким чином, менш відомі туристичні пам’ятки Лампанга відвідують переважно місцеві жителі. Серед них водоспад Ван Кео та національний парк Чае Сон, компактний парк, який поєднує природні гарячі джерела та великий водоспад.
Багато храмів у центрі Лампангу було побудовано в бірманському стилі, який використовували лісозаготівельні магнати кінця XIX століття. Ват Сі Бун Руеанг, Ват Сі Чум і Ват Па Фанг є одними з існуючих прикладів. Дев'ять із 31 храму в бірманському стилі, що залишилися в Таїланді, знаходяться в Лампангу. Традиційну архітектуру Ланна можна знайти в храмі Ват Пхра Тат Лампанг Луанг, на місці стародавнього міста Лампанг. Він відомий своїми розписами 19 століття. На міській печатці зображений білий півень у воротах храму.
У храмі Ват Пхра Каео Дон Тао, на західному березі річки Ванг, між 1436 і 1468 роками знаходився Смарагдовий Будда. Ват Пхра Тхат Чеді Сао (Храм двадцяти чеді) відомий своїми двадцятьма пагодами. Інші відомі храми включають Ват Пхра Тхат Чом Пінг і Ват Лай Хін у районі Ко Кха.